# Jedlicze
Jedlicze este un oraș în Polonia.